# Christian Seidl (Journalist)
Christian Seidl (* 30. Dezember 1964 in Bamberg) ist ein deutscher Journalist, Autor und Übersetzer.

## Leben
Seidl wuchs als Sohn eines Staatsanwalts in Würzburg auf, wo er 1984 sein Abitur ablegte. Er studierte Kommunikationswissenschaft und Amerikanistik an der Universität München und absolvierte die Deutsche Journalistenschule.
Seidl begann seine journalistische Laufbahn in den späten 1980er Jahren als freiberuflicher Musikkritiker und Kulturreporter für die Süddeutsche Zeitung und den Spiegel. 1994 wurde er Redakteur des SZ-Supplements Jetzt.  1996 wechselte er zum Stern, 1999 zur Wochenzeitung Die Woche. Im Jahr 2000 kehrte er als Redaktionsleiter zum Jetzt-Magazin zurück. Nach dessen Einstellung im Jahr 2002 war Seidl in wechselnden Redaktionen als Autor und Textchef tätig, unter anderem in der von 2007 bis 2009 erschienenen deutschsprachigen Ausgabe von Vanity Fair. Im Januar 2010 war er verantwortlicher Redakteur im Ressort Leute & Kultur der Bild am Sonntag. Ab 2016 war er beim Red Bull Media House im Buchverlag Benevento Publishing einer der Programmentwickler und danach Teamleiter Story bei der Berliner Zeitung und beim Berliner Kurier. Von März 2021 bis September 2024 war er für die Wochenendausgabe der Berliner Zeitung verantwortlich. Seit September 2024 ist er als Textchef bei Bild und Bild am Sonntag tätig.
In seinen Texten, Büchern und Übersetzungen befasst sich Seidl vor allem mit der britischen Pop- und Jugendkultur. Die Band Oasis begleitete er seit ihren Anfängen schreibend. Er gehört zum regelmäßigen Personal der Popkritikerrunde „Soundcheck“ bei Radio Eins.
Seidl lebt in Berlin. Er ist der jüngere Bruder von Claudius Seidl, ehemals Feuilletonchef der Frankfurter Allgemeinen Sonntagszeitung.

## Publikationen
- Oasis: What’s The Story?. Goldmann, München 1996, ISBN 978-3-442-43630-9

Übersetzungen
- Tony Parsons: Als wir unsterblich waren. Blumenbar, München 2006, ISBN 978-3-492-25014-6
- Colin MacInnes: Absolute Beginner. Metrolit, Berlin 2013, ISBN 978-3-8493-0052-4